# Lista de origamistas
Um origamista é uma pessoa que está associada com a arte do origâmi. Alguns notáveis origamistas são:
- Neal Elias — um dos primeiros origamistas modernos famoso por, entre outras coisas, sua plissagem em caixa.
- Pedro Engel — influente artista origamista e teórico.
- Tomoko Fuse (布施 知子) — famosa pelas caixas e origâmimodular.
- Robert Harbin — popularizou o origâmina Grã-Bretanha; também apresentou uma série de programas curtos intitulados Origami, produzidos pela Thames Television para a ITV.
- Humiaki Huzita — formulou os primeiros seis dos axiomas Huzita–Hatori.
- Eric Joisel — origamista francês, das dobras molhadas, famoso por suas máscaras realistas.
- Kade Chan — artista origamista profissional de Hong Kong especialista no design de personagens monstros de origâmi, criou seu primeiro origâmi"Fiery Dragon" em 2008 aos 14 anos de idade.
- Satoshi Kamiya — um dos mais jovens gênios do origâmi.
- Kunihiko Kasahara — desenvolveu um método padronizado para a criação de muitos poliedros modulares.
- Toshikazu Kawasaki — matemático japonês famoso por sua teoria de dobra de área Iso e suas diversas peças geométricas, incluindo a "Rosa" de Kawasaki.
- Marc Kirschenbaum — conhecido por seus designs instrumentalistas.
- Hideo Kumayama — origamista brasileiro.
- Carmelo D. Morris — autora de muitos livros de origâmi; notável por seus avançados origâmis de aviões de papel.
- Michael G. LaFosse — designer e autor de muitos livros de origâmi. Co-fundador, com Richard L. Alexander, do Origamido® Studio e Origamido® Paper. Notáveis pioneiros na fabricação de papéis personalizados feitos a mão para artistas origamistas, e para suas próprias, criações de origâmis originais.
- Robert J. Lang — autor de muitos livros de origâmiincluindo o recente referencial Origami Design Secrets.
- Sing-man Lee — artista rasgador de papel de Hong Kong que rasga papel de acordo com a ordem das sílabas da palavra.
- Ligia Montoya — origamista argentina que teve um papel crucial no estabelecimento da dobradura de papel como movimento internacional.
- John Montroll — provavelmente o artista origamista ocidental mais prolífico e autor de mais de 30 livros sobre origâmi.
- Samuel Randlett — ajudou a criar e popularizar o  Sistema de Diagramação Yoshizawa-Randlett.
- Nick Robinson — artista origamista profissional e autor de mais de setenta livros sobre origâmi.
- Leonor Rosser — apresentadora de origâmipara a televisão.
- Jeremy Shafer — animador e origamista profissional radicado em Berkeley, Califórnia.
- Florence Temko — uma pioneira na divulgação do origâminos Estados Unidos, é a autora mais prolífica autora neste assunto. Com 55 livros a ela creditados sobre arte em papel e arte popular, ela tem sido uma forte influência que desperta iniciantes na arte do origâmi.
- Miguel de Unamuno — ensaísta, novelista, poeta, dramaturgo e filósofo espanhol que concebeu muitos novos modelos e popularizou o origâmina Espanha e América do Sul no início do século XX.
- Makoto Yamaguchi
- Akira Yoshizawa — reinventou o origâmimoderno. Criou o moderno repertório de símbolos de dobras.
- Thaís Kato — origamista brasileira que criou o origâmiem tecido "OriNuno" no Brasil e é professora desta técnica.